# Данвілл (Вермонт)
Данвілл (англ. Danville) — місто (англ. town) в США, в окрузі Каледонія штату Вермонт. Населення — 2335 осіб (2020).

## Демографія
Згідно з переписом 2010 року, у місті мешкало 2196 осіб у 928 домогосподарствах у складі 639 родин. Було 1268 помешкань
Расовий склад населення:
| - 97,8 % — білих - 0,5 % — азіатів - 0,3 % — чорних або афроамериканців |

До двох чи більше рас належало 1,2 %. Частка іспаномовних становила 0,5 % від усіх жителів.
За віковим діапазоном населення розподілялося таким чином: 20,9 % — особи молодші 18 років, 61,8 % — особи у віці 18—64 років, 17,3 % — особи у віці 65 років та старші. Медіана віку мешканця становила 46,2 року. На 100 осіб жіночої статі у місті припадало 92,5 чоловіків;  на 100 жінок у віці від 18 років та старших — 89,4 чоловіків також старших 18 років.
Середній дохід на одне домашнє господарство  становив 73 011 долар США (медіана — 60 694), а середній дохід на одну сім'ю — 85 934 долари (медіана — 78 221). Медіана доходів становила 56 875 доларів для чоловіків та 42 396 доларів для жінок. За межею бідності перебувало 6,1 % осіб, у тому числі 10,9 % дітей у віці до 18 років та 4,6 % осіб у віці 65 років та старших.
Цивільне працевлаштоване населення становило 1190 осіб. Основні галузі зайнятості: освіта, охорона здоров'я та соціальна допомога — 30,3 %, роздрібна торгівля — 13,3 %, сільське господарство, лісництво, риболовля — 11,3 %.